# Rendez-vous du carnet de voyage de Clermont-Ferrand
Rendez-vous du carnet de voyage (appelée ainsi depuis 2011), anciennement nommée biennale du carnet de voyage,, est une manifestation qui a lieu chaque année au Polydome de Clermont-Ferrand depuis mai 2000, autour du thème du carnet de voyage. Fondée par le journaliste, communicant et voyageur français Michel Renaud, elle est organisée par l'association Il faut aller voir. Elle consiste en des expositions, des débats, des projections et des conférences. Plusieurs prix sont également remis au cours de l'évènement.

## Présentation
Initialement « Biennale », mais ayant toujours eu lieu annuellement, elle se nomme « Rendez-vous du carnet de voyage » depuis la 12e édition en 2011. L'édition 2021 était la vingt-et-unième édition.
La manifestation est organisée par l'association Il faut aller voir (IFAV), créée en 1998. Elle propose exposition de carnets de voyages, rencontres avec des carnettistes, auteurs et illustrateurs, conférences, projections et ateliers. Chaque année, le Rendez-vous met en avant un ou plusieurs thèmes (pays ou région du monde, genre de carnets, etc). Plusieurs prix sont décernés.
Ces dernières années, la manifestation accueille environ 15 000 personnes sur trois journées.
Le 7 janvier 2015, son fondateur Michel Renaud, venu de Clermont-Ferrand pour rendre certains de ses dessins à Cabu — invité d'honneur de l'édition 2014 — est assassiné lors de la fusillade au siège de Charlie Hebdo,,.

## Prix décernés
Plusieurs prix sont décernés chaque année :
- Grand prix de la fondation d'entreprise Michelin, ou Grand prix Michelin, remis aux auteurs du meilleur carnet de voyages ;

- Prix du carnet de voyage international, carnet édité à l'étranger ;

- Prix du club de la presse Auvergne, carnet réalisé sur le terrain mêlant reportages et témoignages ;

- Prix Médecins sans frontières, carnet de voyage reportage mettant en relief les conditions de vie d'une population ;

- Prix mer & voyages - Carnets de voyage en cargo ;

- Coup de cœur - Meilleur film de voyage ;

- Prix du carnet de voyage numérique ;

- Prix du public Nouvelle frontières, décerné par les visiteurs pendant la manifestation ;

- Prix de l'écriture ;

- Prix universitaire international du carnet de voyage étudiant, remis depuis 2013 par l'université Blaise-Pascal, pour le meilleur carnet réalisé par un(e) étudiant(e)[8] ;

- Prix du carnet Écoles-Collèges-Lycées ;

- Prix Vulcania, pour un carnet en terres volcaniques ;

- Prix SNCF.

## Palmarès du Grand Prix Fondation d'Entreprise Michelin
- 2006 : Damien Roudeau pour De Bric et de broc : Un an avec les Compagnons du Partage (2003-2004)[9].

- 2007 : Claire et Reno Marca pour Madagascar, 3 mois de voyage sur l’île rouge[10].

- 2008 : Troub's pour Le Paradis... en quelque sorte.

- 2009 : Jean-Yves Simon et Lakhdar Khellaoui pour Sahara, marche avec moi[11].

- 2010 : Florent Chavouet, Tokyo Sanpo, éd. Philippe Picquier.

- 2011 : Guillaume Benoît et Chuc Suc Khoe, Carnet d’Asie.

- 2012 : Philippe Dupuy et Charles Berberian, Artbook[12].

- 2013 : Marc Abel, Bruno Pilorget et Véronique Massenot, Salaam Palestine[13].

- 2014 : Benjamin Flao et Troub's, Va'a, éditions Futuropolis.
- 2015 : Simon, Voyage d'encre, éditions Akinomé.
- 2016 : Camille Lebon et Johanna Thomé de Souza, Rio Nosso, Editions de La Martinière